# 金話梅電影選舉
金話梅電影選舉（英語：Golden Plum）是由香港《蘋果日報》娛樂版舉辦的電影評選活動，讓讀者通過網上投票選出年度最爛的華語電影，其宗旨為希望電影制作人認真對待電影制作，不要重蹈覆轍，並引以為鑑。每年選舉結果在4月公佈，即香港電影金像獎頒獎典禮舉行前一天，跟美國的金草莓獎一樣，具有諷刺味道。 
在「金話梅」之前，香港亦有另一個評選最爛電影的獎項——金榴槤獎（Golden Durian Awards），由免費英文月刊《bc magazine》主辦，但只辦了七屆（2003－2009年）。
因2018年開始舉辦最港電影大獎，金話梅電影選舉停辦。

## 歷年獎項

### 2006年（第1屆）
結果於2006年4月7日公佈
| 最爛電影、最爛導演 - 《我亞媽發仔瘟》（鄭偉文）(69%) - 《無極》（陳凱歌）(10%) - 《喜馬拉亞星》（韋家輝）(9%) - 《阿嫂》（黃精甫）(7%) - 《龍咁威2之皇母娘娘呢？》（谷德昭）(5%)  | 最爛場面 - 《我亞媽發仔瘟》母子嘴對嘴(51%) - 《無極》放人肉風箏(21%) - 《擁抱每一刻花火》（火羅）版無間道(13%) - 《阿嫂》撞車砌積木(10%) - 《神話》拔髮縫傷口(5%) |
| 最爛男主角 - 孔慶翔《我亞媽發仔瘟》(68%) - 吳卓羲《擁抱每一刻花火》(18%) - 黎明《七劍》(8%) - 吳建豪《猛龍》(3%) - 劉青雲《喜馬拉亞星》(3%)                                       | 最爛女主角 - 梁洛施《虫不知》(28%) - 鄭秀文《長恨歌》(22%) - 張栢芝《無極》(17%) - 鈴木杏《頭文字D》(17%) - 劉心悠《阿嫂》(16%)                                   |
| 最爛拍檔 - 張栢芝、真田廣之《無極》(27%) - 元華、元秋《雀聖2自摸天后》(24%) - 劉心悠、羅仲謙《阿嫂》(21%) - 劉德華、蔡卓妍《再說一次我愛你》(15%) - 鄭秀文、吳彥祖《長恨歌》(14%) | 金話梅評審團特別爛獎 - 《情癲大聖》 |

### 2007年（第2屆）
結果於2007年4月14日公佈
| 最爛電影 - 《新紮師妹3》 - 《左麟右李之我愛醫家人》 - 《春田花花同學會》 - 《至尊無賴》 - 《野蠻秘笈》                                          | 最爛導演 - 《新紮師妹3》（馬偉豪） - 《左麟右李之我愛醫家人》（高志森、勞劍華） - 《春田花花同學會》（趙良駿） - 《至尊無賴》（陳嘉上、林超賢） - 《野蠻秘笈》（王晶）     |
| 最爛女主角 - 薛凱琪《新紮師妹3》 - 張栢芝《野蠻秘笈》 - 李彩華《打雀英雄傳》 - 郭羨妮《臥虎》 - 舒 淇《傷城》                                   | 最爛男主角 - 黃子華《情意拳拳》 - 周杰倫《滿城盡帶黃金甲》 - 馮德倫《犀照》 - 譚詠麟《左麟右李之我愛醫家人》 - 古巨基《野蠻秘笈》                                          |
| 最爛場面 - 《戀愛初歌》賣《黑拳》廣告 - 《野蠻秘笈》山頂療傷 - 《父子》三分鐘未埋牙 - 《龍虎門》傳授功夫太兒戲 - 《提防老千》陳煒挑逗王晶冇下文 | 最爛拍檔 - 薛凱琪、鈴木仁《新紮師妹3》 - 譚詠麟、李克勤《左麟右李之我愛醫家人》 - 全體演員《春田花花同學會》 - 古巨基、張栢芝《野蠻秘笈》 - 三位主角與他們的假髮《龍虎門》 |

### 2008年（第3屆）
結果於2008年4月13日公佈
| 最爛電影 - 《七擒七縱七色狼》 票數：735 - 《美女食神》 票數：730 - 《雙子神偷》 票數：381 - 《嚦咕嚦咕對對碰》 票數：316 - 《明明》 票數：274                                                                   | 最爛導演 - 鍾晴《七擒七縱七色狼》 票數：964 - 鍾少雄《美女食神》 票數：684 - 區雪兒《明明》 票數：348 - 麥子善《嚦咕嚦咕對對碰》 票數：316 - 李保樟《單身部落》 票數：124                                         |
| 最爛男主角 - 李克勤《美女食神》 票數：1230 - 《不能說的·秘密》 票數：511 - 黃子華《嚦咕嚦咕對對碰》 票數：399 - 苗僑偉《兄弟》 票數：177 - 吳彥祖《天堂口》 票數：119                                           | 最爛女主角 - 孟 瑤《七擒七縱七色狼》 票數：916 - 佘詩曼《美女食神》 票數：636 - 李彩華《嚦咕嚦咕對對碰》 票數：530 - 李彩華《單身部落》 票數：208 - 舒 淇《天堂口》 票數：146                                     |
| 最爛拍檔 - 李克勤、佘詩曼《美女食神》 票數：911 - 孟瑤、七色狼《七擒七縱七色狼》 票數：874 - 黃子華、李彩華《嚦咕嚦咕對對碰》 票數：423 - 苗僑偉、陳奕迅《兄弟》 票數：125 - 古天樂、甄子丹《導火線》 票數：103 | 最爛場面 - 《美女食神》明抄手掌煎雞蛋 票數：850 - 《雙子神偷》赤裸裸預告下集 票數：652 - 《七擒七縱七色狼》美女出浴沒有料 票數：466 - 《甜心粉絲王》Fans隔玻璃親森美 票數：262 - 《明明》彈珠穿插粵語片 票數：206 |

### 2009年（第4屆）
結果於2009年4月18日公佈
| 最爛電影、導演 - 錢江漢《有隻僵屍暗戀你》 票數：658 - 林子聰《大四喜》 票數：407 - 鄧德榮《助念新星》 票數：326 - 雲翔、劉國昌《無野之城》 票數：222 - 葉念琛《絕代双嬌》 票數：148 | 最爛場面 - 《內衣少女》安全性行為 票數：496 - 《助念新星》衣櫃藏姦夫 票數：429 - 《我老婆係賭聖》霸王硬出浴 票數：356 - 《無野之城》全裸更衣室 票數：262 - 《赤壁》白鴿當簽名 票數：218 |
| 最爛男主角 - 黃宗澤《大四喜》 票數：559 - 方力申《我的最愛》 票數：545 - 張家輝《我老婆係賭聖》 票數：272 - 金城武《赤壁》 票數：241 - 郭晉安《有隻僵屍暗戀你》 票數：144           | 最爛女主角 - 江若琳《嚇死你》 票數：571 - 李賽鳳《助念新星》 票數：361 - 孟 瑤《我老婆係賭聖》 票數：354 - 孟 瑤《有隻僵屍暗戀你》 票數：343 - 黃翠如《奪標》 票數：132                 |

### 2010年（第5屆）
結果於2010年4月17日公佈
| 最爛電影、導演提名 - 王 晶《大內密探靈靈狗》 票數：245 - 朱延平《刺陵》 票數：182 - 劉鎮偉《機器俠》 票數：134 - 周顯揚《殺人犯》 票數：127 - 金依萌《非常完美》 票數：50 | 最爛場面提名 - 殺人犯解畫《殺人犯》 票數：254 - 「會出事㗎嘛」《怪談》 票數：149 - 說文解字《風雲Ⅱ》 票數：142 - 黎明一打百《十月圍城》 票數：105 - 機械人對戰《機器俠》 票數：88 |
| 最爛男主角提名 - 周杰倫《刺陵》 票數：319 - 司徒法正《怪談》 票數：163 - 王祖藍《矮仔多情》 票數：150 - 吳建豪《功夫廚神》 票數：55 - 胡 軍《機器俠》 票數：51 | 最爛女主角提名 - 鄧麗欣《撲克王》 票數：240 - 江若琳《關人7事》 票數：184 - 謝安琪《死神傻了》 票數：128 - 林志玲《刺陵》 票數：104 - 章子怡《非常完美》 票數：82                 |
| 最爛新人提名 - 鍾蕙芝(Lavina)《撲克王》 票數：296 - 鄺敏慧 《撲克王》 票數：166 - 趙碩之 《關人7事》 票數：104 - 胡心諾(Rainbow)《撲克王》 票數：100 - 尹蓁晞(Yumi)《死神傻了》 票數：72                                                                                            | 爛編劇提名 - 杜緻朗《殺人犯》 票數：200 - 王晶《大內密探靈靈狗》 票數：175 - 彭氏兄弟、彭柏成、秋逸《風雲Ⅱ》 票數：159 - 岸西《刺陵》 票數：107 - 李敏《死神傻了》 票數：97       |
| 十年浩劫 - 《我阿媽發仔瘟》 票數： 345 - 《無極》 票數：103 - 《左麟右李之我愛醫家人》 票數：66 - 《喜馬拉亞星》 票數：52 - 《桃色》 票數：38 - 《春田花花同學會》 票數： 33 - 《Miss杜十娘》 票數： 33 - 《阿嫂》 票數：29 - 《七擒七縱七色狼》 票數：23 - 《一蚊雞保鑣》 票數：16 | |

### 2011年（第6屆）
結果於2011年4月16日公佈
| 最爛電影、導演提名 - 李力持《唐伯虎點秋香2之四大才子》 得票率： 49.2% - 秦小珍《翡翠明珠》 得票率： 30.3% - 王晶《未來警察》 得票率： 10.4% - 阮世生《財神到》 得票率： 5.4% - 陳木勝《全城戒備》 得票率： 4.7% | 最爛場面提名 - 《翡翠明珠》定格連環 chok 得票率： 39.6% - 《唐伯虎點秋香2之四大才子》舊橋食牛屎 得票率： 37.9% - 《未來警察》喪砌摩天輪 得票率： 12.4% - 《精武風雲．陳真》打極都唔死 得票率： 6.7% - 《全城戒備》反地心吸力 得票率： 3.4% |
| 最爛男主角提名 - 林峯《翡翠明珠》 得票率： 35.8% - 陳偉霆《前度》 得票率： 35.6% - 黃曉明《唐伯虎點秋香 2之四大才子》 15.6% - 譚詠麟《財神到》 得票率： 7.1% - 任賢齊《龍鳳店》 得票率： 5.9%                   | 最爛女主角提名 - 徐熙媛《未來警察》 得票率： 31% - 徐熙媛《龍鳳店》 得票率： 28.8% - 周秀娜《惡胎》 得票率： 20% - 孫儷《越光寶盒》 得票率： 10.6% - 江若琳《童眼 3D》 得票率： 9.6%                                                       |
| 最爛造型提名 - 劉嘉玲《狄仁傑之通天帝國》 得票率： 39% - 容祖兒《翡翠明珠》 得票率： 26.9% - 劉德華《未來警察》 得票率： 16.6% - 郭富城《全城戒備》 得票率： 12.9% - 黎明《火龍》 得票率： 4.6%                 | |

### 2012年（第7屆）
結果於2012年4月14日公佈
| 最爛電影/導演 - 王晶《猛男滾死隊》 得票率： 56.7% - 陳勳奇《楊門女將之軍令如山》 得票率： 20.0% - 錢國偉《戀夏戀夏戀戀下》 得票率： 11.8% - 鄧東明《熱浪球愛戰》 得票率： 6.9% - 詹瑞文《潮性辦公室》 得票率： 4.6%                            | 最爛場面 - 《楊門女將之軍令如山》鐵鎚爆頭 得票率： 43.0% - 《無價之寶》三燒籮柚 得票率： 20.6% - 《熱浪球愛戰》室內沙排 得票率： 18.1% - 《神奇俠侶》爛到飛天 得票率： 12.3% - 《白蛇傳說》阿Sa磨蛇 得票率： 6.0% |
| 最爛男主角 - 陳偉霆《出軌的女人》 得票率： 62.1% - 林峯《白蛇傳說》 得票率： 14.3% - 黃百鳴《開心魔法》 13.7% - 方力申《戀夏戀夏戀戀下》 得票率： 5.9% - 羅仲謙《熱浪球愛戰》 得票率： 4.0%                                                    | 最爛女主角 - 張栢芝《楊門女將之軍令如山》 得票率： 31.0% - 張馨予《戀夏戀夏戀戀下》 得票率： 22.3% - 張栢芝《無價之寶》 得票率： 21.0% - 傅穎《熱浪球愛戰》 得票率： 13.2% - 雷凱欣《3D肉蒲團》 得票率： 12.5%    |
| 最爛拍檔 - 曾志偉、周秀娜《猛男滾死隊》 得票率： 35.0% - 鄭伊健、張栢芝《無價之寶》 得票率： 25.2% - 敖犬、江若琳《戀夏戀夏戀戀下》 得票率： 16.4% - 杜汶澤、麥玲玲《猛男滾死隊》 得票率： 13.2% - 羅仲謙、周秀娜《熱浪球愛戰》 得票率： 10.2% | |

### 2013年（第8屆）
結果於2013年4月12日公佈
| 最爛電影/導演 - 馮德倫《太極1從零開始》114票 - 劉偉強《血滴子》29票 - 馬偉豪《河東獅吼2》 479票 - 谷德昭《男人如衣服》109票 - 葉念琛《天生愛情狂》113票                                 | 最爛場面 - 《河東獅吼2》──軍情基密 - 《血滴子》──死極唔去 - 《男人如衣服》──冰鎮下體 - 《太極2英雄崛起》──打機字幕 - 《天生愛情狂》──玩lift被困                    |
| 最爛男演員 - 李治廷《寒戰》──稚氣專員 132票 - 徐家傑《寒戰》──庸碌首長 14票 - 陳偉霆《紮職》──有型無實 533票 - 陳偉成《喜愛夜蒲2》──床戰專家 136票 - 林峯《男人如衣服》──撻錯火花 303票 | 最爛女演員 - 張栢芝《河東獅吼2》──例牌戚眉 - 張栢芝《影子愛人》──善惡難分 - 張栢芝《極速天使》──地獄使者 - 張栢芝《危險關係》──危害導演 - 楊采妮《寒戰》──口齒不清 |
| 最爛合拍片 - 《大魔術師》 - 《太極》 - 《血滴子》 - 《聽風者》 - 《河東獅吼2》 | |

### 2014年（第9屆）
結果於2014年4月12日公佈
| 最爛電影/導演 - 孫健君《天機：富春山居圖》（得票率48%） - 馮志強《超級經理人》（得票率11%） - 卓韻芝《爆3俏嬌娃》（得票率26%） - 霍耀良《在一起》（得票率6%） - 楊采妮《聖誕玫瑰》（得票率9%）            | 最爛場面 - 《風暴》佔中1,800秒（得票率7%） - 《掃毒》不死張家輝（得票率10%） - 《爆3俏嬌娃》暴力困獸鬥（得票率20%） - 《天機：富春山居圖》由頭爆到尾（得票率42%） - 《聖誕玫瑰》惡頂法庭戲（得票率21%） |
| 最爛男演員 - 林峯《詭嬰3D》（得票率24%） - 陳偉霆《重口味》（得票率33%） - 古惑仔兵團：羅仲謙、梁烈唯等《古惑仔：江湖新秩序》（得票率28%） - 甄子丹《在一起》（得票率12%） - 柯震東《在一起》（得票率3%） | 最爛女演員 - 林志玲《天機：富春山居圖》（得票率29%） - 徐子珊《2013我愛HK恭囍發財》（得票率34%） - 姚晨《風暴》（得票率5%） - 苟芸慧《重口味》（得票率18%） - 景甜《特殊身份》（得票率14%）             |
| 最爛華語電影 - 《逃出生天3D》（得票率20%） - 《天機：富春山居圖》（得票率44%） - 《特殊身份》（得票率8%） - 《天台》（得票率12%） - 《小時代》（得票率15%）                                               | |

### 2015年（第10屆）
結果於2015年4月18日公佈
| 最爛電影/導演 - 丁晟 《警察故事2013》(14%) - 羅永昌《3D冰封俠：重生之門》(14%) - 葉念琛《Delete愛人》(20%) - 張敏 《唐伯虎衝上雲霄》 (30%) - 錢人豪《屍城》(21%) | 最爛場面 - 《Delete愛人》魔術媾女 (19%) - 《屍城》狂歡驚魂 (20%) - 《唐伯虎衝上雲霄》震蛋插曲 (21%) - 《3D冰封俠：重生之門》青馬大戰 (13%) - 《失戀急讓》牆上陰毛 (27%) |
| 最爛男演員 - 甄子丹《3D冰封俠：重生之門》(22%) - 關楚耀《愛．尋．迷》(26%) - 王祖藍《Delete愛人》 (27%) - 安志杰《屍城》(17%) - 周柏豪《販賣．愛》(9%)           | 最爛女演員 - 劉心悠《盂蘭神功》(3%) - Jessica C.《屍城》 (43%) - 黃聖依《3D冰封俠：重生之門》(19%) - 景甜 《警察故事2013》(13%) - 文凱玲《唐伯虎衝上雲霄》(19%)         |

### 2016年（第11屆）
結果於2016年4月2日公佈
| 最爛電影/導演 - 胡耀輝《猛龍特囧》 19% - 惠敏、仁傑《色模》 13% - 區焯文《鴨王》 29% - 黃百鳴、邱禮濤《浮華宴》 23% - 陸劍青、梁樂民《赤道》 16% | 最爛場面 - 《赤道》亂槍掃死 13% - 《有客到》變貓趕客 17% - 《猛龍特囧》核特噴奶 32% - 《十月初五的月光》挖泥救美 21% - 《陀地驅魔人》陰間離別 17% |
| 最爛男演員 - 何浩文《鴨王》 35% - 胡耀輝《猛龍特囧》 24% - 姜文《一步之遙》 8% - 謝爕雋《同班同學》 5% - 方力申《紀念日》 28%                    | 最爛女演員 - 徐子珊《有客到》 16% - 蔡思貝《陀地驅魔人》 44% - 袁嘉敏《鴨王》 20% - 雨僑《猛龍特囧》 10% - 薛家燕《十月初五的月光》 10%           |
| 最爛兩岸華語電影 - 一步之遙 10.2% - 捉妖記 19.7% - 港囧 24.3% - 爸爸去哪兒2 32.5% - 迷城 13.3%                                                   | |

### 2017年（第12屆）
結果於2017年4月8日公佈
| 最爛電影/導演 - 王晶《偷天特務》 - 火火《老笠》 - 王晶、劉偉強、鍾少雄《賭城風雲III》（2,936票，46%） - 林超榮《江湖悲劇》 - 劉俊輝《男極探射燈》     | 最爛場面 - 《賭城風雲III》機械大戰（3,495票，55%） - 《選老頂》卓立弄蛇 - 《PG戀愛指引》又玩錯摸 - 《江湖悲劇》老套掟鞋 - 《偷天特務》啜毒爛橋        |
| 最爛男演員 - 譚詠麟《江湖悲劇》（2,501票，39%） - 鍾漢良《三人行》 - 王祖藍《偷天特務》（1,782票，28%） - 劉浩龍《失戀日》 - 黃宗澤、金剛《刑警兄弟》 | 最爛女演員 - 文詠珊《兇手還未睡》 - 麥明詩《失戀日》 - 伍詠薇《江湖悲劇》（1,169票，18%） - 楊采妮《寒戰II》 - Angelababy《封神傳奇》（3,282票，51%） |

## 相關
1. ↑  .   [2015-05-07]. （原始内容存档于2016-03-04）.
2. 1 2  .   [2015-05-07]. （原始内容存档于2016-03-08）.
3. ↑  .   [2015-05-07]. （原始内容存档于2014-03-30）.
4. ↑  .   [2015-05-07]. （原始内容存档于2016-03-04）.
5. ↑  .   [2015-05-07]. （原始内容存档于2016-03-04）.
6. ↑  .   [2015-05-07]. （原始内容存档于2016-03-08）.
7. ↑  .   [2015-05-07]. （原始内容存档于2019-07-01）.
8. ↑  .   [2015-05-07]. （原始内容存档于2019-07-01）.
9. ↑  .   [2015-05-07]. （原始内容存档于2015-09-24）.
10. ↑  .   [2015-05-07]. （原始内容存档于2015-05-10）.

## 外部連結
- 金話梅電影選舉相關報道[永久]
- 華仔林峰入選金話梅 小齊大S爛片帝後大熱